# Toma Bakač
Toma Bakač (Tomo Bakač Erdedski, Bacocz, Bakoch, Bakòcz, Erdődy; ?, 1435. — Ostrogon, 11. lipnja 1521.), državni kancelar i upravitelj Zagrebačke biskupije. Sin kolara Bakolcza iz Erdőda kraj Szatmára (danas u Rumunjskoj).
Bio je svećenik u Egerskoj biskupiji kad je 1487. imenovan biskupom Jurske biskupije (sjedište Jura) (1487. – 1497.). 
Za njegova biskupovanja izumrla je obitelj Čupora Moslavačkih, čiji su posjedi potom pripali njemu.
Biskupovao je zatim u Egeru (1497.) i Ostrogonu (1497. – 1521.) te upravljao Bačko-kaločkom nadbiskupijom (1492.) i biskupijama Zagrebačkom (1510. – 1518.) i Senjskom (1513. – 1521.). Bio je kancelar Vladislava II. Jagelovića (1490. – 1516.) i vođa njegovih pristaša. Godine 1510. imenovan je kardinalom. Njegov sinovac Ivan Bakač (umro 1516.) bio je 1511. imenovan zagrebačkim biskupom, premda bijaše nezaređen svećenik; upravu biskupije nije preuzeo. Godine 1504. Toma je postao vlasnik posjedâ Susedgrad, Medvedgrad, Stubica i Rakovec, a zatim Moslavine i Kutine. Da namiri dugove, prepustio je dio posjeda Zagrebačkoj biskupiji i Kaptolu, a većinu je darovao sinovcu Petru, osnivaču hrvatske grane velikaške obitelji Erdődy. Sudjelovao je na općemu crkvenom saboru u Lateranu (1511. – 1514.). Papa Lav X. povjerio mu je organizaciju neuspjela križarskog rata protiv Turaka (1513.), koji se poslije pretvorio u seljačku bunu pod vodstvom Jurja Dózse (1514.). Nadzirao je odgoj malodobnog kralja Ludovika II. te bio središnja ličnost u Ugarskoj i Hrvatskoj na prijelazu iz XV. u XVI. stoljeće. U Zagrebu je za obranu katedrale podigao tzv. Bakačevu kulu koja je 1906. srušena za Bolléove obnove katedrale nakon potresa, a kamen od kojega je bila sagrađena ugrađen je u nasip na lijevoj savskoj obali.

## Vanjske poveznice
- Svi hrvatski kardinali, IKA, 24. listopada 2003., IKA P - 63684/10
- (engl.) Catholic Encyclopedia article